# Hoplorana nigroscutata
Hoplorana nigroscutata är en skalbaggsart som beskrevs av Leon Fairmaire 1905. Hoplorana nigroscutata ingår i släktet Hoplorana och familjen långhorningar.
Artens utbredningsområde är Madagaskar. Inga underarter finns listade i Catalogue of Life.